# Fritz Wagnerberger
Fritz Wagnerberger, né le 14 juin 1937 à Traunstein et mort le 23 mars 2010, est un skieur alpin allemand.

## Arlberg-Kandahar
- Vainqueur de la descente 1961 à Mürren